# Emmanuel Jouanne
Pour les articles homonymes, voir Jouanne (homonymie).
 (mai 2019).
Œuvres principales
- Damiers imaginaires
- Ici-bas
- Tuez un salaud !

Emmanuel Jouanne, né le 23 avril 1960 à Caen et mort le 6 février 2008 à Paslières d'un accident diabétique, est un auteur de science-fiction français.

## Biographie
Après des études à l'Université de Caen, il se tourne vers l'écriture et envoie ses textes à la revue Minuit des éditions de Minuit. Il publie de nombreuses nouvelles à partir de 1979 dans les revues Fiction, Univers, Garichankar, SF & Quotidien, ou des anthologies de Richard Comballot.
En 1982, paraît son premier roman édité dans la collection « Présence du futur » chez Denoël, Damiers imaginaires. Il remporte le Prix Rosny aîné. Suit en 1983 un roman dans la collection « Ailleurs et Demain » chez Robert Laffont, Nuage, qui reçoit le prix Galaxie en 1988. Ici-bas, en 1984, reçoit à nouveau le Prix Rosny aîné. Il commence à traduire des auteurs anglo-saxons comme Philip K. Dick, Raphael Aloysius Lafferty ou Jack Womack.
Par ses prises de position tant théoriques qu'esthétiques, Emmanuel Jouanne a été l'un des principaux auteurs qualifiés à l'époque de « néo-formalistes » ou, de manière plus péjorative, « littératurants », pour qui le travail sur la forme allait de pair avec des recherches surréalisantes plutôt que science-fictives, et à qui la collection Présence du futur a offert une vitrine médiatique.
Il fonde en 1986 le groupe Limite, un groupe de jeunes auteurs composé de Jacques Barbéri, Francis Berthelot, Lionel Évrard, Emmanuel Jouanne, Frédéric Serva, Jean-Pierre Vernay, et Antoine Volodine. Ils font paraître un recueil de nouvelles intitulé Malgré le monde, dans lequel aucun des textes n'est signé. Limite renaît de ses cendres fin 2006.
Il entame également une série policière anarchiste avec Yves Frémion, Soviet, à partir de 1986, dont ils signent le premier volume (Tuez un salaud) sous le pseudonyme collectif Colonel Durruti. Il commence aussi un cycle de science-fiction, « Terre », dont seules les phases un et deux sont sorties, Le Rêveur de chats (1988) et La Trajectoire de la taupe (1989). Il publie en 1999 un roman de jeunesse, L'Inconnu de la ruelle, sur un sans domicile fixe.

## Œuvres
- 1982 : Damiers imaginaires
- 1983 : Nuage
- 1984 : Ici-bas
- 1985 : Dites-le avec des mots, avec Jean-Pierre Vernay, nouvelles
- 1987 : Cruautés, nouvelles
- 1987 : C'est la danse des connards, avec Yves Frémion
- 1987 : deux nouvelles dans Malgré le monde, du collectif Limite
- 1988 : L'Âge de fer
- 1988 : Rêve de chair, avec Jacques Barbéri
- 1988 : Le Rêveur de chats
- 1989 : La Trajectoire de la taupe
- 1991 : Donald Westlake (trad. Emmanuel Jouanne), Anarchaos, Paris, Denoël, 1991, 222 p. (ISBN 978-2-207-30525-6).
- 1995 : L'Hiver, aller et retour
- 1998 : Kalachnikov, 1998.
- 1999 : Emmanuel Jouanne, L'inconnu de la ruelle, Paris, Hachette jeunesse, 1999 (ISBN 978-2-01-200039-1).

### Colonel Durruti
(Colonel Durruti est le pseudonyme collectif d’Yves Frémion et Emmanuel Jouanne)
- Tuez un salaud !, Le Soviet, Tome 1, Fleuve noir, 1985, réédition Série noire no 2469, 1997, réédition Goater Noir, no 5, 2014
- Le Rat Débile et les Rats Méchants, Fleuve noir collection Spécial-Police no 2034, 1986, réédition Goater Noir no 8, 2015
- C'est la danse des connards, Fleuve noir collection Spécial-Police no 2050, 1987 ; réédition Goater Noir, no 10, 2015
- Berlin l'Enchanteur, Série noire no 2470, 1997, réédition Goater Noir no 12, 2016
- Le Soviet au Congo, Goater Noir no 15, 2016[2]

## À lire
- « Dossier Emmanuel Jouanne », Bifrost no 43, 2006.